# Штраус, Питер
Питер Лоуренс Штраус (англ. Peter Lawrence Strauss; род. 20 февраля 1947, Нью-Йорк, Нью-Йорк) — американский актёр и продюсер, лауреат премии «Эмми» и пятикратный номинант на премию «Золотой глобус».

## Биография
Штраус родился 20 февраля 1947 в Кротоне-на-Хадсоне, штат Нью-Йорк в еврейской семье. Отец Штрауса был импортёром вина и имел немецкое происхождение.
В 1965 году Штраус окончил школу, а в 1969 году — Северо-Западный университет.

## Карьера
Штраус получил премию «Эмми» за роль в фильме 1979 года «Миля Джерико». В 1985 году он сыграл Абеля Розновски в сериале «Кейн и Абель» по книге Джеффри Арчера.
Среди других его известных телевизионных проектов — главные роли в сериалах «Богач, бедняк» и «Масада». Штраус сыграл Джозефа П. Кеннеди-младшего в телефильме 1977 года «Молодой Джо, забытый Кеннеди». В 1973 году он сыграл Стивена Линдера в «Шоу Мэри Тайлер Мур».
Штраусс снялся в фильмах «Солдат в голубом» (1970) и «Космический охотник: Приключения в запретной зоне» (1983). Он сыграл Джастина в фильме 1982 года «Секрет крыс». Штраусс снялся в роли мужа в телефильме «Мужчины не рассказывают» вместе с Джудит Лайт.
В 2005 году он сыграл президента США в триллере «Три икса 2: Новый уровень» вместе с Айс Кьюбом, Сэмюэлом Л. Джексоном, Скоттом Спидменом и Уиллемом Дефо.
Штраус озвучил Стокера Ван Роттена в версиях мультсериала «Мыши-байкеры с Марса» 1990-х и 2006-х годов.

## Личная жизнь
31 декабря 1998 года Штраус женился на Рэйчел Тикотин. Он управляет успешным бизнесом по выращиванию цитрусовых.